# Adenoma
Um adenoma é uma coleção de origem glandular (do grego adeno, "glândula") de crescimento benigno (—oma). Estes crescimentos são benignos, embora com o passar do tempo eles podem progredir e ficar malignos. Nesse estágio, eles são chamados adenocarcinomas. Embora os adenomas sejam benignos, eles têm o potencial para causar complicações de saúde sérias comprimindo outras estruturas (efeito de massa) e produzindo quantias grandes de hormônios de uma maneira desregulada (síndrome paraneoplásica). 
É um tumor de tecido epitelial benigno que surge no epitélio da mucosa (estômago, intestino delgado, e intestino grosso), glândulas (endócrinas e exócrinas), e tubos. Em órgãos ocos (área digestiva), o adenoma cresce acima no lúmen. Dependendo do tipo da base de inserção, o adenoma pode ser lobular de pedunculatado e encabeça com um talo esbelto longo, coberto pela mucosa normal ou sessile (base larga).
Locais de manifestação incluem o apêndice vermiforme, cólon, hipófise, mamas e rim (glândulas suprarrenais).